# Энрич, Серхи
Се́рхи Энрич Аметллер (исп. Sergi Enrich Ametller; 26 февраля 1990, Сьюдадела, Испания) — испанский футболист, нападающий клуба «Реал Сарагоса».

## Клубная карьера
Энрич является воспитанником «Мальорки». За основную команду футболист дебютировал 24 января 2010 года в матче Ла Лиги против «Эспаньола». Большую часть того сезона Серхи провёл в молодёжной команде.
Сезон 2011/12 Энрич провёл в аренде в клубе «Рекреативо». Следующий сезон он также провёл в аренде в клубе «Алькоркон».
Так и не став игроком основы в «Мальорке», Энрич подписал двухлетний контракт с клубом Сегунды «Нумансией» летом 2013 года. 20 декабря 2014 года участвовал в матче против «Луго», завершившемся крайне результативной ничьей со счётом 6:6.
12 июля 2015 года игрок перешёл в «Эйбар». В сезоне 2016/2017 отличился 11 раз, с командой занял 10-е место в Ла Лиге.
Впоследствии стал капитаном команды. Продлевал контракты в феврале 2017 и мае 2019 года: текущий контракт действует до июня 2022.

## Международная карьера
Энрич выступал за сборную Испании (до 19) с 2008 по 2009 год, за этот период он провёл 4 матча и забил 1 гол.

## Личная жизнь
В октябре 2016 года Энрич и его партнёр по команде Антонио Луна попали в секс-скандал. Футболисты сняли интимное видео, которое завирусилось в интернете. Из-за отсутствия согласия женщины на съёмки в январе 2021 года игроки были приговорены к 2 годам тюремного заключения. Они признали вину и выплатили компенсацию жертве, поэтому срок был назначен условный.